# District de Vân Đồn
Vân Đồn est un district rural de la province de Quảng Ninh dans la région du Nord-est du Vietnam.

## Présentation
Le district a une superficie de 551 km2. 
Le chef-lieu du district est Cái Rồng.